# (4781) Sládkovič
(4781) Sládkovič est un astéroïde de la ceinture principale.

## Description
(4781) Sládkovič est un astéroïde de la ceinture principale. Il fut découvert le 3 octobre 1980 à l'Observatoire Kleť par Zdeňka Vávrová. Il présente une orbite caractérisée par un demi-grand axe de 2,16 UA, une excentricité de 0,19 et une inclinaison de 1,7° par rapport à l'écliptique.

## Compléments